# Things That U Do
Singles de Jay-Z
Do It Again (Put Ya Hands Up)
(1999) Big Pimpin'
(2000)
Singles par Mariah Carey
Thank God I Found You
(2000) Crybaby
(2000)
Things That U Do est le quatrième single du rappeur américain Jay-Z, extrait de son troisième opus Vol. 3... Life and Times of S. Carter. Ce titre est agrémenté des performances vocales de la chanteuse américaine Mariah Carey. La chanson est produite par Swizz Beatz.

## Classement
| Chart (2000)                                              | Meilleur position |
| --------------------------------------------------------- | ----------------- |
| États-Unis - Billboard Bubbling Under R&B/Hip-Hop Singles | 20                |